# 乞伏益州
乞伏益州（?—?），西秦宗室，陇西鲜卑人。
乞伏益州是乞伏归的宗亲。受封秦州牧。太初七年（394年），和凉州牧乞伏轲弹受命抗击氐王杨定军队，开始在平川兵败，大败杨定，斩杀杨定17000多人，尽有陇西、巴西之地。395年，率军攻打天水姜乳，恃胜轻敌，失于防备，纵容士兵游獵饮娱，所以兵败。398年，率军攻取后凉支阳。